# 法会
法会（ほうえ）とは、仏教において仏法を説くためや供養を行うための僧侶・檀信徒の集まりである。特に大きな法会は大会（たいえ・だいえ）と称されることがある。

## 概要
法会は、古くからインド・中国でも降誕会や成道会は行われており、日本では、蘇我馬子がすでに法会を行っていた。奈良時代には宮中の御斎会・興福寺の維摩会・薬師寺の最勝会の3つの法会が重要視され（これらを「南京三会」：なんきょうさんえ と言う）、この3つの法会の講師を務めた僧は三会已講師（さんえいこうじ、略して三会已講、已講ともいう）と称された。この講師を務めることが僧綱（律師・僧都・僧正）に昇進するルートであった。
後三条天皇は延久4年（1072年）に、仁和寺内に建立した円宗寺で法華会を修させ、最初の年には園城寺から、その後は延暦寺（山門）と園城寺（寺門）から隔年で交互に講師を出させた。これは寺門側からの独自の僧綱ルートとなる法会創設の願いに応えたものである。こののち承暦2年（1078年）には、白河天皇主導で法勝寺で大乗会が行われ、先の円宗寺法華会と最勝会とを合わせ「北京三会」（ほっきょうさんえ）とし、寺社勢力を配下に置こうとした。なお円宗寺は鎌倉時代に廃寺となっている。
その後、法会は追善供養などで行われる法要（法事）などと同じ意味で使われるようになった。なお、宗祖や高僧の忌日にその画像（御影）を掲げて供養する法会のことを御影供（みえいく、みえく）と称するが、特に真言宗において日本真言宗の祖である空海の月命日である21日に行われる御影供（3月21日に行われる御影供は正御影供という）は有名である。
源氏物語が流行した平安時代には、読者が紫式部の霊を慰め、自らの罪障を消すためとして『源氏供養』と称した法会を開いていた。

## 主な法会
- 修正会（しゅしょうえ）・修二会（しゅにえ）
- 節分会（せつぶんえ・せちぶんえ）
- 涅槃会
- 彼岸会（春・秋）
- 灌仏会（降誕会・花祭り）
- 盂蘭盆会
- 放生会
- 成道会
- 各宗旨の宗祖などの祥月命日に営まれる法要
  - 正御影供…空海
  - 御忌大会…法然
  - 報恩講…親鸞
  - 開山忌…建仁寺 栄西
  - 日蓮宗のお会式・宗祖日蓮大聖人御大会（日蓮正宗）…日蓮
  - 聖徳宗のお会式…聖徳太子